# Quartet de corda núm. 3 (Schubert)
El Quartet de corda núm. 3 (D 36) en si bemoll major, va ser compost per Franz Schubert el 1813.

## Moviments
1. Allegro (si♭ major)
2. Andante (si♭ major)
3. Menuetto (re major; Trio en si♭ major)
4. Allegretto (si♭ major)